# Deng Pufang
Deng Pufang, född 16 april 1944, är förstfödda sonen till Deng Xiaoping och hans tredje hustru Zhuo Lin. Han sågs som en seniormedlem av «kronprinspartiet», det vill säga den grupp yngre människor som under tidigt 2000-tal var på väg upp på grund av sin familjebakgrund.
Under Kulturrevolutionen blev Deng Xiaoping och därmed också hans familj måltavla för Mao Zedong. Maos rödgardister fängslade Deng Pufang, torterade honom och pressade honom ut genom förnstret i en fyravåningsbyggnad. Fallet gjorde honom förlamad.
Deng Pufang är nu (2007) ordförande för Kinas handikappfederation, som han var med om att grunda 1988. Han mottog FN:s pris för mänskliga rättigheter i december 2003 for sitt arbete för att värna om de funktionshindrades rättigheter i Kina.
Internationella Paralympiska Kommitten tilldelade Deng Paralympiska Orden vid sitt sammanträde i november 2005 i Peking.
Deng hjälpte också till att organisera olympiska spelen 2008 i Peking som exekutiv president av Pekings organisationskommitté.